# Sylwan
Sylwan — науковий журнал, заснований в 1820 році у Варшаві, орган Польського лісового товариства.
Створений як офіційний орган Королівського лісового корпусу за ініціативою генерального директора лісів Людвіка Плейтер-Броеля. Першими редакторами були Юліуш Брінкен та Іполіт Сілецький. Журнал містив наукові статті та інформацію про управління лісами. Після Листопадового повстання журнал втратив підтримку королівської адміністрації, виходив нерегулярно до 1858 року.
Видання часопису відновило Галицьке лісове товариство у 1883 році, друкуючи професійну інформацію на додаток до наукових досліджень. У 1907 році відбувся національний з'їзд лісників, де журнал вважався неофіційним органом у всіх розділах.
З 1919 року Сильван був органом Малопольського лісового товариства, а з 1925 року — Польського лісового товариства зі штаб-квартирою у Львові.
Після Другої світової війни видання в Кракові було відновлено, з 1955 року у співпраці з Польською академією наук.
Сильван індексується Індексом наукових досліджень, розширеним (SciSearch), звітами про цитування журналів / виданням Scence, CAB International та польським науковим Змістом журналу, Index Copernicus.